# Rio Muonio
Muonio (em sueco:  Muonio älv ou Muonioälven; em finlandês:  Muonionjoki) é um rio do norte da Suécia e Finlândia, afluente do rio Torne. Tem cerca de 330 quilômetros de extensão e drena uma bacia de 14 430 quilômetros quadrados. Nasce no lago Kilpisjärvi, na fronteira entre a Suécia e a Finlândia, e desagua no rio Torne. Define parte da fronteira Finlândia-Suécia.